# 睛斑阿胡鰕虎魚
睛斑阿胡鰕虎魚，为輻鰭魚綱虾虎魚亚目鰕虎魚科的其中一種。

## 分布
本魚分布於亞洲及大洋洲的半淡鹹水水域。

## 特徵
本魚體延長略呈圓柱狀，後部側扁，頭中大，吻較長，吻背平直。眼小，上側位，尾柄較短。體被小型的櫛鱗，第一背鰭前至眼後方被細小鱗片，尾形略為截平，體色呈黃棕色到淡棕色，體側中央有約6-7個黑褐色圓斑。第一背鰭後方具一大型黑色圓斑，第二背鰭及尾鰭具有3-6條垂直於鰭條之深褐色點紋。背鰭硬棘7枚，背鰭軟條10枚，臀鰭硬棘1枚，臀鰭軟條10枚，體長可達13公分。

## 生態
本魚為溯河洄游的底棲性魚類，成魚在溪流中產卵繁殖，多棲息在較緩流的潭區裡，仔魚孵化後，隨水流漂至河口，幼魚則再成群洄溯至溪流中，屬雜食性，以底藻、水生昆蟲及小型甲殼類等為食。

## 經濟利用
可做為食用魚。

## 扩展阅读
維基物種上的相關：睛斑阿胡鰕虎魚